# ティエリ・テュソー
ティエリ・テュソー（フランス語: Thierry Tusseau、1960年1月19日 - ）は、フランス・ノジャン＝シュル＝マルヌ出身の元サッカー選手、現役時のポジションは左サイドバック。

## 略歴
フランス代表として通算22試合に出場した。
1984年のUEFA欧州選手権では2試合に出場して優勝を果たした。1986年のメキシコワールドカップでは4試合に起用され、チームは3位に入賞した。

## タイトル

### 代表
UEFA欧州選手権 : 1984
1986 FIFAワールドカップ : 3位

### クラブ
- ナント

リーグ・アン : 1976-77, 1979-80, 1982-83
- ボルドー

リーグ・アン : 1983-84, 1984-85